# Euphyia rubronotata
Euphyia rubronotata är en fjärilsart som beskrevs av Thierry-mieg 1910. Euphyia rubronotata ingår i släktet Euphyia och familjen mätare. Inga underarter finns listade i Catalogue of Life.